# Садовая (станция метро)
«Садо́вая» — станция Петербургского метрополитена. Расположена на Фрунзенско-Приморской линии, между станциями «Звенигородская» и «Адмиралтейская». До ввода в эксплуатацию участка «Достоевская» — «Спасская» 7 марта 2009 года входила в состав Лахтинско-Правобережной линии. 17 и 18 августа 2024 года, впервые с открытия в 1991 году, была конечной для поездов Лахтинско-Правобережной линии.
Станция открыта 30 декабря 1991 года при вводе в эксплуатацию участка Правобережной линии «Площадь Александра Невского» — «Достоевская» и служебной соединительной ветви «Достоевская» — «Садовая». Наименование получила по Садовой улице, пересекающей Сенную площадь, под которой расположен вестибюль станции. В проекте станция носила название «Площадь Мира-3».

## Вестибюли
Станция не имеет павильона, вход в подуличный вестибюль осуществляется через подземный пешеходный переход, из которого имеется четыре выхода по разные стороны Сенной площади и Садовой улицы. Вестибюль и подземный переход выполнены по проекту архитекторов В. Г. Хильченко, К. Г. Леонтьевой и Ю. Ю. Подервянской. При реконструкции площади в 2003 году подземные спуски были перекрыты лёгкими одноэтажными торговыми павильонами.

## Подземные сооружения

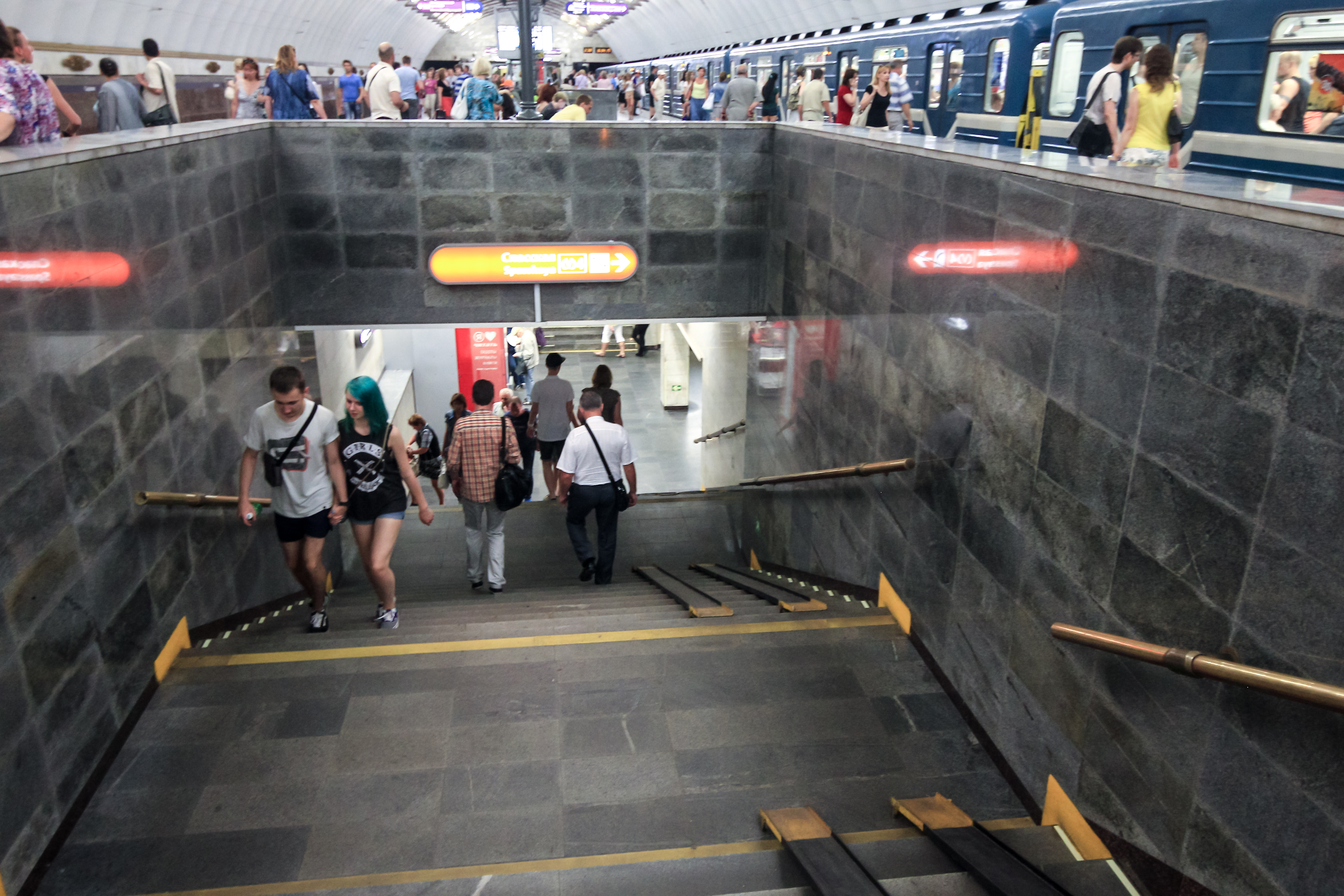
Лестница перехода на станцию «Спасская»

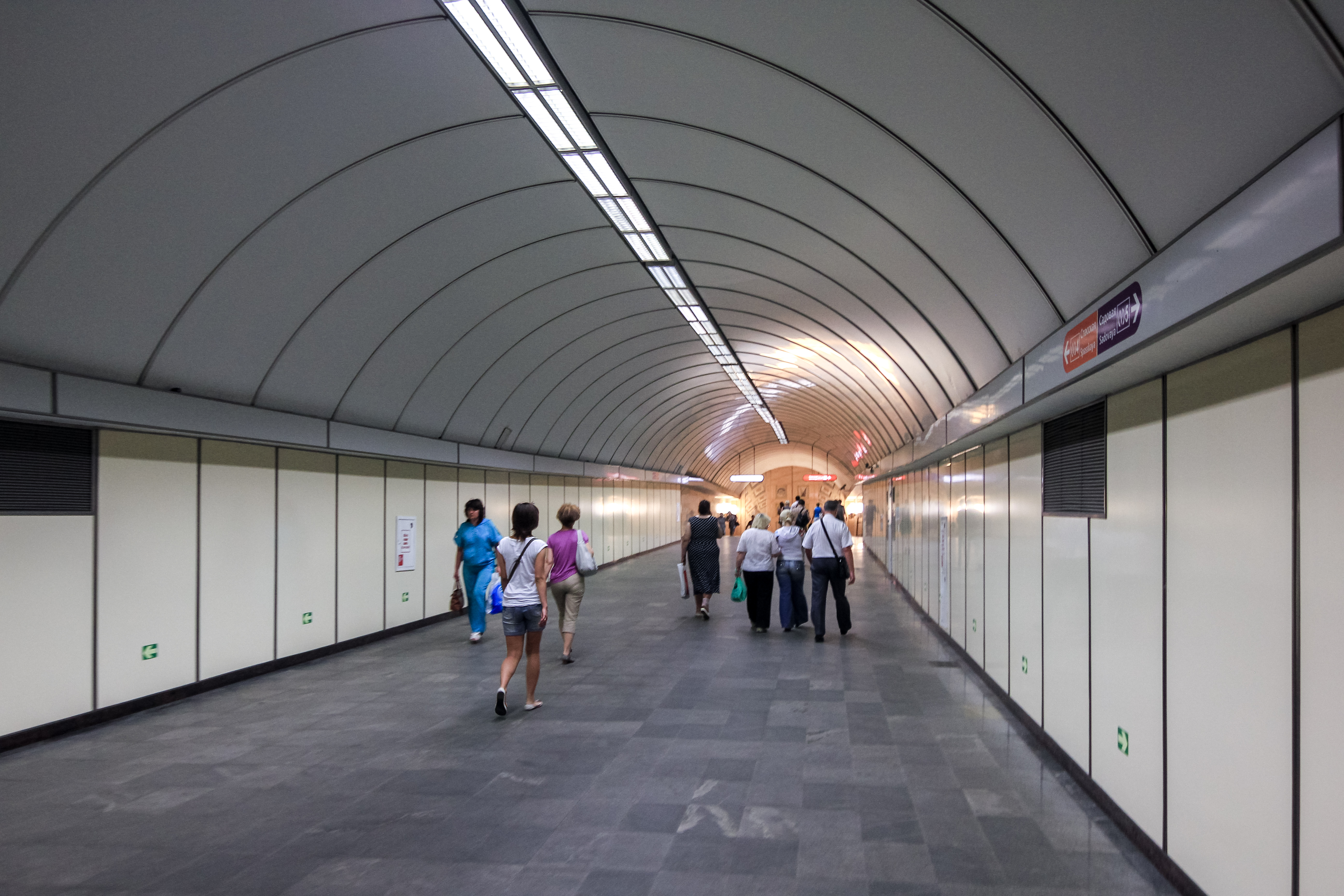
Переходный коридор

«Садовая» — односводчатая станция глубокого заложения (глубина — 71 м). Подземный зал сооружён по проекту архитекторов А. И. Прибульского, Г. П. Кашихина, Вл. В. Попова и А. В. Гончарова. Единственная из односводчатых станций глубокого заложения в Петербурге, имеющая два торцевых выхода и входящая в состав пересадочного узла.
С северного торца станции находится выход в город: сперва пассажиры поднимаются по гранитной лестнице с латунными перилами, освещённой фонарями. Затем по С-образному пешеходному тоннелю пассажиры попадают к наклонному ходу, и поднимаются по одному из трёх эскалаторов. В 2021 году светильники наклонного хода были заменены со «световых столбиков» на «факелы».
С другой стороны расположен переход на станцию «Сенная площадь». Переход на станцию «Спасская» осуществляется с середины платформы. Путевые стены и пол выложены красным гранитом со вставками серого гранита. Фриз путевой стены выполнен из белого мрамора, украшенного сверху анодированным под бронзу металлом.
В центре зала установлена гранитная скамья и информационные стойки. Зал освещён лампами дневного света, установленными в светильники-металлоконструкции под потолком свода.

## Пересадки
Станция является частью единственного в городе трёхстанционного пересадочного узла глубокого заложения «Спасская» — «Сенная площадь». «Садовая» — единственная в Петербургском метрополитене односводчатая станция глубокого заложения, входящая в состав пересадочного узла.

## Путевое развитие
За станцией с севера находится трёхстрелочный оборотный тупик, который в 1997—2000 годах был продлён до станции «Невский проспект» и преобразован в служебную соединительную ветвь на Московско-Петроградскую линию. Съезды в тупик находятся под общим со станцией сводом.
С юга расположена единственная в Петербургском метрополитене двухпутная служебная соединительная ветвь на Лахтинско-Правобережную линию к станции «Достоевская», до 2009 года она использовалась в пассажирском движении, под существующие перегонные тоннели Фрунзенско-Приморской линии в 1991 году был оставлен задел в виде коротких тоннелей без путей. Таким образом, «Садовая» является единственной в Санкт-Петербурге станцией, имеющей путевое развитие с обеих сторон. По служебной соединительной ветви осуществляется выдача составов из электродепо ТЧ-3 «Московское» на Лахтинско-Правобережную линию (со следованием составов от «Купчино» до «Невского проспекта») за неимением у неё своего (до открытия ТЧ-9 «Правобережное»). 

### Работа станции как временно конечной
17 и 18 августа 2024 года, в связи с проведением работ по подключению участка «Спасская» — «Горный институт» к действующей сети метрополитена и закрытием на это время станции «Спасская», «Садовая» впервые с 1991 года стала временно конечной для Лахтинско-Правобережной линии, а идущее от неё путевое развитие в виде служебной соединительной ветви к «Достоевской» было задействовано в пассажирском движении. У поездов, следующих по Фрунзенско-Приморской линии, осуществлялось стандартное, т. н. «кольцевое» движение — от «Комендантского проспекта» до «Шушар», а у идущих по Лахтинско-Правобережной линии — от «Садовой» до «Улицы Дыбенко», образуя первое в Петербургском метрополитене за всю его историю подобие вилочного движения.

## Наземный транспорт

### Автобусные маршруты
| №     | Конечный пункт 1           | Пересадки | Конечный пункт 2                      |
| ----- | -------------------------- | --- | ------------------------------------- |
| 49    | Двинская улица             | Сенная Площадь Спасская Невский проспект Гостиный двор                                                                               | - Площадь Ленина - Финляндский вокзал |
| 50    | Малая Балканская улица     | - Купчино Звёздная Московская Парк Победы Электросила Московские ворота Фрунзенская Технологический институт Сенная Площадь Спасская | Театральная площадь                   |
| 70 71 | Путиловская набережная     | - Технологический институт Сенная Площадь Спасская - Балтийская - Балтийский вокзал                                                  | Путиловская набережная                |
| 181   | улица Маршала Тухачевского | - Площадь Восстания Маяковская Московский вокзал Невский проспект Гостиный двор Сенная Площадь Спасская                              | площадь Репина                        |
| 262   | Наличная улица             | - Приморская Горный институт Сенная площадь Спасская Технологический институт Пушкинская Витебский вокзал Звенигородская             | Звенигородская улица                  |

### Трамвайные маршруты
| №  | Конечный пункт 1                      | Пересадки                                              | Конечный пункт 2                |
| -- | ------------------------------------- | ------------------------------------------------------ | ------------------------------- |
| 3  | - Площадь Ленина - Финляндский вокзал | Невский проспект Гостиный двор Сенная Площадь Спасская | площадь Репина                  |
| 41 | завод «Северная верфь»                | Кировский завод                                        | Сенная площадь Спасская Садовая |

### Троллейбусные маршруты
| №  | Конечный пункт 1        | Пересадки | Конечный пункт 2 |
| -- | ----------------------- | --- | ---------------- |
| 12 | Улица Кораблестроителей | Чернышевская Владимирская Достоевская Пушкинская Звенигородская Витебский вокзал Сенная площадь Спасская Василеостровская Приморская                                                | Тульская улица   |
| 17 | Казанский собор         | Невский проспект Гостиный двор Адмиралтейская Сенная Площадь Спасская Пушкинская Звенигородская Витебский вокзал Технологический институт Фрунзенская Московские ворота Электросила | улица Костюшко   |

## Ремонт
- С апреля 2009 по август 2010 года в вестибюле станции «Садовая» проводились работы по восстановлению водонепроницаемости конструкции самого перехода и четырёх лестничных спусков. Также была полностью заменена облицовка пола и стен.
- С 1 апреля 2010 до 12 февраля 2011 года был закрыт переход на «Спасскую» в связи с ремонтом эскалаторов.
- В 2012 году планировалось отреставрировать надписи на путевых стенах станции, они будут приведены в порядок в рамках работ по оформлению названий станций[8].
- Летом 2013 года на станции произведены замена освещения и установка металлических перил-ограждений на парапетах перехода на станцию «Спасская».